# 143 (Katy-Perry-Album)
143 ist das siebte Studioalbum der US-amerikanischen Sängerin Katy Perry. Es wurde am 20. September 2024 von Capitol Records veröffentlicht. Der Titel des Albums steht für die numerische Abkürzung von I love you, die in den 90er-Jahren oft auf Mobiltelefonen verwendet wurde um Zeichen beim Versenden einer SMS zu sparen.

## Musikstil und Konzept
Rund vier Jahre nach Veröffentlichung des Vorgängeralbums Smile, welches Perrys „Reise hin zum Licht mit Geschichten von Belastbarkeit, Hoffnung und Liebe“ beschrieb, wollte Perry mit dem neuen Album ein „Dance Album“ kreieren. Dafür wechselte Perry unter anderem zu den Produzenten Max Martin und Dr. Luke, die bereits vorherige Alben Perrys erfolgreich produzierten. Perry beschreibt es als Album mit „hoher, sommerlicher Energie“ und einer hohen BPM-Zahl, was es zum Album mit „so viel Freude, Liebe und Licht“ macht.
In einem Interview mit Variety sagte Perry zudem, das auch ein Akustik-Album in Planung sei.

## Veröffentlichung
Am 10. Juli 2024 kündigte Perry das Album 143 für den 20. September 2024 an. In einem Livestream auf dem sozialen Netzwerk Instagram zeigte Perry erste Ausschnitte aus den Liedern Nirvana, Gimme Gimme und I’m His He’s Mine.
Die Lead-Single Woman’s World wurde am 12. Juli 2024 veröffentlicht. Die Beteiligung von Dr. Luke als Produzent der Single stieß dabei auf Kritik. Die Sängerin Kesha beschuldigte ihn zuvor des sexuellen, körperlichen und emotionalen Missbrauchs.
Am 31. Juli 2024 kündigte Perry mit Lifetimes die zweite Single des Albums für den 9. August 2024 an. Zum Schreiben der Single wurde Perry durch ihre Tochter Daisy inspiriert.
Das Album erschien am 20. September 2024 digital zum Download und Streaming sowie in physischer Form auf CD, LP und Kompaktkassette.
Am 20. Dezember 2024 wurde unter dem Namen 1432 eine Deluxe Edition mit vier zusätzlichen Titeln veröffentlicht.

## Titelliste
| Nr.          | Titel                                  | Länge |
| ------------ | -------------------------------------- | ----- |
| 1.           | Woman’s World                          | 2:43  |
| 2.           | Gimme Gimme (featuring 21 Savage)      | 2:57  |
| 3.           | Gorgeous (featuring Kim Petras)        | 3:17  |
| 4.           | I’m His, He’s Mine (featuring Doechii) | 3:18  |
| 5.           | Crush                                  | 2:57  |
| 6.           | Lifetimes                              | 3:12  |
| 7.           | All the Love                           | 3:15  |
| 8.           | Nirvana                                | 2:51  |
| 9.           | Artificial (featuring J.I.D)           | 2:43  |
| 10.          | Truth                                  | 2:57  |
| 11.          | Wonder                                 | 3:24  |
| Gesamtlänge: | Gesamtlänge:                           | 33:34 |

| Nr.          | Titel        | Länge |
| ------------ | ------------ | ----- |
| 12.          | Has a Heart  | 2:49  |
| Gesamtlänge: | Gesamtlänge: | 36:23 |

| Nr.          | Titel                   | Länge |
| ------------ | ----------------------- | ----- |
| 12.          | No Tears for New Year’s | 3:23  |
| Gesamtlänge: | Gesamtlänge:            | 36:57 |

| Nr.          | Titel                   | Länge |
| ------------ | ----------------------- | ----- |
| 12.          | I Woke Up               | 2:28  |
| 13.          | Has a Heart             | 2:49  |
| 14.          | No Tears for New Year’s | 3:23  |
| 15.          | OK                      | 2:28  |
| Gesamtlänge: | Gesamtlänge:            | 44:55 |

## Rezensionen
Die Kritiken zum Album sind größtenteils negativ. Die Webseite Metacritic vergibt auf Basis von 18 Kritiken einen Metascore von insgesamt 37 von 100 möglichen Punkten. In der Datenbank ist es damit das am niedrigsten bewertete Album seit 2011.
Der Stern titelt in seiner online Ausgabe das „Comeback wird zum Reinfall“ und kritisiert vor allem das „Grundschul-Niveau“ der Texte rund um die erste Singleauskopplung Woman’s World. Weiter heißt es:

„Auch musikalisch zeigt Perry nichts Neues und konzentriert sich weiterhin auf Bubblegum-Elektro-Pop mit Partypotenzial. Spannend wird es erst, wenn ein musikalischer Gast mitmischt wie die Rapperin Doechii in ‘I’m His, He’s Mine’ – ein Song, den wohl niemand mit Perry verbindet, wenn er ihn zufällig im Radio hört. In der aktuellen Situation vielleicht von Vorteil.“

N-tv urteilt über das Album:

„14 Jahre nach ihrem ersten Nummer-eins-Album ‘Teenage Dream’ ist von der ungezwungenen Energie und dem Feuer der Anfangstage nicht mehr viel übrig. Die Musik auf Perrys Album-Ode an die Liebe […] ist so einzigartig wie eine Stechmücke im Hochsommer und so langlebig wie ein Spruch aus dem Hause Bohlen.“

Das Onlinemagazin laut.de sieht das Album als „Sargnagel einer Pop-Karriere“ und urteilt:

„‘143’ schiebt, was sich seit Jahren andeutete nicht länger auf, sondern dient endgültig als Sargnagel für einen der größten Popstars der letzten Dekade.“

Viel Kritik gibt es auch zur Zusammenarbeit mit dem Produzenten Dr. Luke, dem sexueller, körperlicher und emotionaler Missbrauch gegenüber der Sängerin Kesha vorgeworfen wurde.

## Chartplatzierungen
| ChartsChartplatzierungen       | Höchstplatzierung | Wochen |
| ------------------------------ | ----------------- | ------ |
| Deutschland (GfK)              | 16 (1 Wo.)        | 1      |
| Österreich (Ö3)                | 8 (1 Wo.)         | 1      |
| Schweiz (IFPI)                 | 12 (1 Wo.)        | 1      |
| Vereinigte Staaten (Billboard) | 6 (2 Wo.)         | 2      |
| Vereinigtes Königreich (OCC)   | 6 (1 Wo.)         | 1      |